# Giovanni Battista Alliprandi

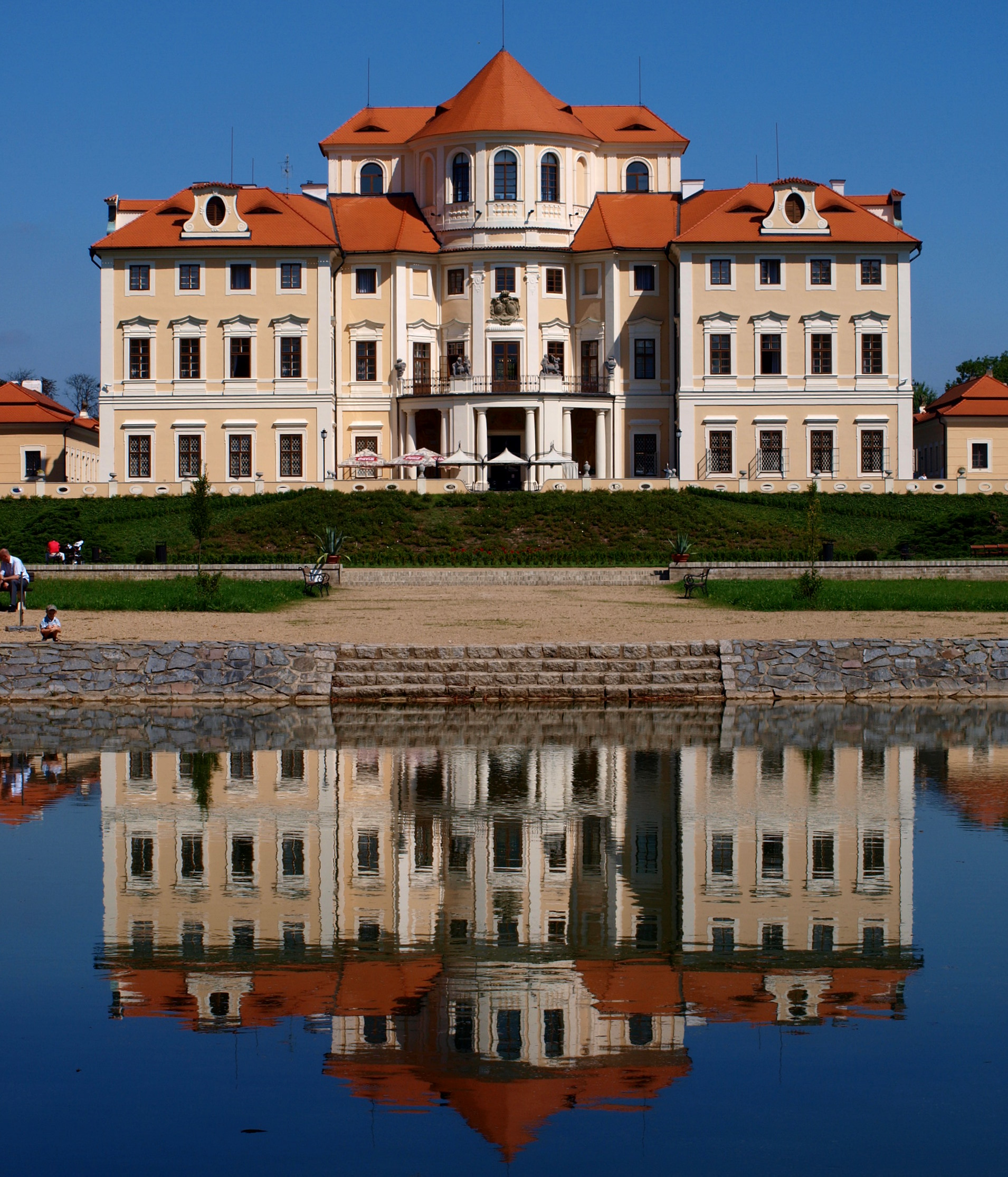
Château de Liblice, vers 1700.

Giovanni Battista Alliprandi (cca 1665, Laino, duché de Milan – 13 mars 1720, Litomyšl, royaume de Bohême) est un architecte du baroque en royaume de Bohême.

## Œuvres
- pavillon de chasse (cs) à Hořín, près de Mělník (1696 - 1701)
- reconstruction du château (cs) de Kosmonosy (1697-1701)
- château (cs) de Liblice près de Mělník (1700-1706)
- palais Sternberg à Prague, dans le quartier de Hradčany (1700-1701)
- palais Hrzánský dans la Vieille-Ville de Prague (cca 1702)
- palais Přehořovský de Kvasejovic à Malá Strana (entre 1703 et 1707)
- complexe thermal de Kuks pour le compte de František Antonín Špork (1707)
- palais Kaiserštejnský, place de Malá-Strana, à Prague (après 1707)
- colonne votive à la Vierge Marie et à la Sainte Trinité, place de Malá-Strana à Prague (1713)
- palais Ledeburský, Malá strana (vers 1716)
- château de Veltrusy (vers 1715)
- palais Schönborn à Malá Strana (entre 1715 et 1719)
- église des piaristes (cs) à Litomyšli (après 1715)
- Hôtel de ville d'Egra à Egra (après 1718)